# Menachem Mendel de Vitebsk
Menachem Mendel de Vitebsk (1730?–1788), também conhecido como Menachem Mendel de Horodok, foi um dos primeiros líderes do judaísmo hassídico. Ele fez parte da terceira geração de líderes hassídicos, e foi o principal discípulo do Maggid de Mezeritch.
Em 1773, estabeleceu-se em Vitebsk e espalhou o hassidismo por toda a Bielorrússia.
No inverno de 1772, ele - junto com o rabino Shneur Zalman de Liadi (que considerava o rabino Menachem Mendel como seu Rebe após a morte do Maggid) - foi ao Vilna Gaon com o objetivo de convencê-lo a rescindir sua proibição ao hassidismo, mas Vilna Gaon não os recebeu.
Após a morte do Maggid, o rabino Menachem Mendel, junto com seu colega discípulo Rabino Abraham Kalisker ("Kalisker") se estabeleceu em Horodok. Em 1777, os dois, juntamente com 300 seguidores, emigraram para Eretz Israel, estabelecendo-se em Safed, na Síria Otomana. Em 1783, foram expulsos de Safed e se mudaram para Tiberíades. A sinagoga que eles construíram lá em 1786 ainda está de pé entre as antigas sinagogas de Tiberíades.
O Tanya (ver "Prefácio do Compilador") é parcialmente baseado nas obras do Rabino Menachem Mendel.
Menachem Mendel de Vitebsk é o tema de 15 histórias dos Contos dos Hasidim de Martin Buber .

## Obras
- P'ri Ha'Aretz
- P'ri Ha'Eitz
- Likkutei Amarim